# Francisco Arroyo Ceballos
Francisco Arroyo Ceballos (Córdoba, España; 29 de enero de 1967), conocido como Francisco Arroyo o Arroyo Ceballos, es un artista plástico y escritor español. Pintor y escultor de arte abstracto especializado en pintura matérica minimalista, como literato es autor de libros de poesía y escribe artículos en diversos medios sobre crítica de arte especializada.

## Biografía
También es conocido como Francis Arroyo, es hijo de Mª del Carmen Ceballos y José Mª Arroyo. Desde pequeño recibe el estímulo de su madre, pintora realista, quien lo anima a desarrollar este campo y otras diferentes áreas del arte. A consecuencia de ello Arroyo Ceballos incursionó a finales de los 80 en la música formando durante 15 años parte grupos de pop. Fruto de esta etapa publicó el álbum “Rho Reencuentro”, aprendió a manejar varios instrumentos e incluso manejar el estudio de grabación.
Luego de la etapa musical se centra el tema de las artes plásticas y realiza sus primeras exposiciones tanto individuales como colectivas.
Paralelo a creatividad en la pintura surge la iniciativa por la literatura y surgen sus escritos poéticos los cuales se presentan en diversas publicaciones tanto nacionales como internacionales.
Además realiza tres cortometrajes en su afán por descubrir nuevas vías de expresión.
A mediados de los años noventa descubre lo que para su obra supone un antes y un después, un tratamiento matérico y por tanto un cambio de línea en su estilo hacia lo abstracto, minimalista y simbólico.

## Artista plástico
Como pintor autodidacta ha desarrollado un distintivo estilo en torno al arte abstracto, utilizando madera de ocumen, pigmentos naturales y otros elementos orgánicos no contaminantes al medio ambiente. Su obra pretende sensibilizar al espectador con trazos y colores cargados de simbolismos fusionando petroglifos entre elaboradas texturas. Además de su pintura, ha incursionado en el área de la escultura
Con sus obras pictóricas ha participado en exposiciones colectivas e individuales en Colombia, Estados Unidos, Argentina, Brasil, Chile, España, Francia,Portugal entre otros países.

## Escritor
Como escritor es autor de obra literarias que tienen como temas la paz, el amor y la mujer. obras literarias de su autoría:
- Diccionario Internacional de Arte y Literatura.[19]
- Creadores.
- Libro de poetas.
- La serie de poemarios Improvisaciones de 1 a 9.[20][21][22]
- Hablemos de Arte.[23]
- Guía de Arte.[24]
- Panorama Artístico.
- Arte Español.[25]
- 81 Poemas Desmedidos.[26]

## Gestor cultural
Arroyo Ceballos, ha apoyado de manera decidida la creación y asesoramiento de organismos interculturales como Organización Mundial de Artistas Integrados -OMAI- con sede en México, Arte sin fronteras por la paz, Fundación cultural MAI internacional de Colombia, London Intercultural Association, Asociación cultural Aires de Córdoba, Colectivo Cero y otros.

## Logros
Como artista, gestor cultural y crítico de arte, Arroyo Ceballos ha participado en diferentes eventos culturales de nivel internacional obteniendo distinciones como:
- 2023 - Director de la revista Espacio Cultura.
- 2022 - Presidente de la Asociación Andaluza para el fomento de la Cultura cREA.
- 2015 - Miembro de la Asociación Internacional de Críticos de Arte AICA en el congreso celebrado en París.[32]
- 2018 - Miembro honorífico[33][34][35][36]
- 2017 - Mención de honor por parte de “Festival de Arte sin fronteras por la Paz de Colombia.[37][38][39][40][41]
- 2018 - Fundador del grupo Córdoba Contemporánea.

- 2013 - Exposición colectiva en “Homenaje a Francisco Arroyo Ceballos[42][43]” en España.
- 2007 - Escultura y pintura del ANAP "Primer premio en escultura[44]" en Brasil.
- 2003 - Cuarta bienal de arte multidisciplinar realizada en Argentina.[45]
- 2013 - Reconocimientos por su labor artística en Archivo Histórico de Sinaloa en México.[46]
- 2012 - Cámara Municipal de Oliveira do Bairro en Portugal.
- 2013 - Diputación de Córdoba en España[47] entre otros.[48]
- 2004 -  Fundó el grupo artístico “Colectivo Cero”.

Actualmente radica en la ciudad de Córdoba donde alterna su labor de pintor, crítico de arte y escritor con la de asesor para la Asociación cultural aires de Córdoba, Arte sin fronteras por la paz, Asociación Intercultural London: Adicionalmente, escribe para diversos medios digitales como Mirarte Galería, ConectArte, Blanco sobre negro, Audio noticias al instante y publicaciones físicas como Revista Gal Art, Revistart, Escáner Cultural, Anuario de Arte Contemporáneo entre otros.